# Al-Kashi
Ghiyāth al-Dīn Jamshīd Masʾūd al-Kāshī (sau al-Kāshānī) (în persană: غیاث‌الدین جمشید کاشانی‎ Qiyās-ud-din Jamshid Kāshānī) (n. c. 1380 la Kashan, Iran -d. 22 iunie 1429 la Samarkand, Transoxania) a fost un matematician și astronom persan.

## Biografie
Nu se cunoaște cu exactitate data nașterii, ca de altfel multe elemente din biografia sa.
În 1420, la invitația lui Ulugh Beg, s-a mutat la Samarkand, fiind numit conducător al observatorului astronomic, funcție pe care a deținut-o tot restul vieții.

## Contribuții
A descoperit ceea ce astăzi numim teorema cosinusului și care în multe țări islamice poartă numele teorema lui Al-Kashi.
A descris operațiile în sistemul pozițional sexagesimal.
A descris procedeul de transformare a fracțiilor zecimale în sexagesimale și invers.
A dat exemple de extragere a rădăcinii de ordin n din numere întregi și sexagesimale.
A calculat coeficienții binomiali până la indicele 9.
A stabilit regula de a aduce la același indice radicalii.
A stabilit formula:
{\displaystyle 1^{4}+2^{4}+3^{4}+\ldots +n^{4}={\frac {1}{5}}n^{5}+{\frac {1}{2}}n^{4}+{\frac {1}{3}}n^{3}-{\frac {1}{30}}n.}
Pentru rezolvarea ecuațiilor de gradul al III-lea, a propus o metodă de iterație originală, care constituie una dintre cele mai importante rezultate ale matematicii arabe.
Un alt rezultat valoros în constituie determinarea valorii lui π cu 17 zecimale exacte în sistemul zecimal.
Al-Kashi a încercat rezolvarea problemei trisecțiunii unghiului bazându-se pe următoarea ecuație trigonometrică:
{\displaystyle \sin 3x=3\sin x-4\sin ^{3}x,}
printr-un procedeu de iterație rapidă.
În astronomie, a descoperit o metodă de calculare a distanței corpurilor cerești și a inventat un instrument ingenios pentru studierea poziției planetelor.

## Scrieri
- Miftah al-Hisab (Cheia aritmeticii)
- 1424: Învățătură despre circumferință
- Risala al-Vatar va-l dkeib (Tratat despre coardă și sinus)
- Zidj Hakani, tabele astronomice bazate pe cele ale lui Al-Tusi.